# زهرا مریخی
زهرا مریخی (زاده ۱۳۳۸ در قائم‌شهر) دبیرکل سازمان مجاهدین خلق ایران است. وی روز چهارشنبه ۱۵ شهریور ۱۳۹۶ در کنگره سراسری سازمان مجاهدین خلق که به مناسبت پنجاه و دومین سالگرد تأسیس سازمان برگزار گردید، به اتفاق آرا به عنوان دبیرکل جدید انتخاب شد. مریخی پیش از این هماهنگ‌کننده دفاتر مریم رجوی رهبر سازمان مجاهدین خلق ایران و نایب رئیس شورای مرکزی این سازمان بود.

## کودکی و نوجوانی
زهرا مریخی در سال ۱۳۳۸ در قائمشهر در شمال ایران در یک خانواده سیاسی به دنیا آمد. او دوران کودکی و نوجوانی را در قائمشهر (شاهی سابق) گذراند. در دوران نوجوانی با مسائل سیاسی آشنا شد و به فعالیت علیه حکومت شاه پرداخت.

## فعالیت‌ها
زهرا مریخی در جریان انقلاب علیه حکومت پهلوی با سازمان مجاهدین آشنا شد. پس از پیروزی انقلاب ۱۳۵۷ در قائمشهر به این سازمان پیوست و فعالیت‌هایش را ادامه داد. وی طی این دوران مسئولیت بخش زنان در قائمشهر را بعهده گرفت و سپس به قسمت نشریه مجاهد در استان مازندران به نام تلاونگ منتقل شد و عضو تحریریه آن بود. در سال ۱۳۶۰ به تهران منتقل شد و مسئولیت سرپل شاخه جنگل سازمان مجاهدین را به‌عهده گرفت.
وی در سال ۱۳۶۳ فعالیت‌هایش را در خارج از کشور با مجاهدین ادامه داد و در سال ۱۳۶۴ عضو شورای مرکزی سازمان مجاهدین شد.
مریخی مدتی مسئول تشکیلات مجاهدین در اسکاندیناوی و آلمان بود.
او در سال ۱۳۷۰ به عضویت هیئت اجرایی سازمان درآمد و مسئولیت رادیو مجاهدین موسوم به «رادیو صدای مجاهد» و دیگر رسانه‌های این سازمان را به‌عهده گرفت. در ۱۳۷۱ به عضویت شورای ملی مقاومت ایران درآمد و در ۱۳۷۲ به عنوان مسئول کمیسیون تبلیغات این شورا معرفی شد.
برادر کوچک‌تر او «علی مریخی آهنگر کلایی» در سال ۱۳۶۷ به‌دست سپاه پاسداران انقلاب اسلامی کشته شد.

## انتخاب دبیرکل
کنگره سراسری سازمان مجاهدین همزمان با مناسبت پنجاه و دومین سالگرد تأسیس سازمان روز چهارشنبه ۱۵ شهریور ۱۳۹۶ در تیرانا پایتخت آلبانی و ۵ پایتخت دیگر اروپایی برگزار شد. کنگره سراسری مجاهدین در این اجتماع زهرا مریخی را به عنوان دبیرکل جدید انتخاب کرد. ریاست این کنگره را زهره اخیانی به عهده داشت که از شهریور ۱۳۹۰ دبیرکل این سازمان بود.
براساس آئین‌نامه داخلی سازمان مجاهدین خلق دبیرکل هر دو سال یک بار و در سه مرحله انجام می‌شود. در شور اول که در ۲۹ مرداد ۱۳۹۶ برگزار شد، زهرا مریخی ۸۶ درصد آرای شورای مرکزی این سازمان را از میان ۱۲ کاندیدا به دست آورد. در شور دوم که روز ۱۲ شهریور ۱۳۹۶ در ۱۰ مرکز برگزار شد وی ۸۴ درصد آرای مسئولان و کادرهای سازمان را از میان ۴ کاندیدا کسب کرد؛ و سرانجام در شور سوم و نهایی در ۱۵ شهریور در یک رأی‌گیری علنی در اجتماع سراسری، وی به اتفاق آرا به‌عنوان مسئول اول سازمان مجاهدین خلق ایران انتخاب شد.
زهرا مریخی به قرآن سوگند یادکرد؛ تا با تمامی توان خود و سازمان، برای برپایی آزادی و دمکراسی در ایران، و سرنگونی نظام جمهوری اسلامی ایران کوشش نماید. وی همچنین کوشش‌های دیگر اعضای مجاهدین، رئیس شورای مرکزی، و دبیران کل پیشین این سازمان را گرامی داشت.
در این کنگره مریخی اعلام کرد: «سازمان مجاهدین خلق در حال حاضر دارای ۱۸ همردیف دبیرکل از جمله هفت دبیرکل سابق است.» وی همچنین نرگس عضدانلو ۳۶ ساله، ربیعه مفیدی ۳۵ ساله و نسرین مسیح ۳۹ ساله را به عنوان معاونین دبیرکل معرفی کرد.
مریم رجوی با تبریک به مناسبت انتخاب زهرا مریخی به عنوان دبیرکل جدید مجاهدین گفت: «این یک انتخاب درخشان، در اوج دمکراتیسم و انسجام و شکوفایی و در راستای سرنگونی فاشیسم دینی است که درهم‌شکستنِ طلسم ارتجاع و اختناق را نوید می‌دهد.»